# Montagny (Fribourg)
Pour les articles homonymes, voir Montagny.
Montagny (Montenach en allemand) est une commune suisse du canton de Fribourg, située dans le district de la Broye.

## Histoire
Montagny est issue de la fusion effectuée en 2004 entre les communes de Mannens-Grandsivaz et celle de Montagny, qui était déjà issue d’une précédente fusion en 2000 entre Montagny-la-Ville et Montagny-les-Monts.

## Géographie
Selon l’Office fédéral de la statistique, Montagny mesure 17,52 km2, dont 8,2 % correspondent à des surfaces d’habitat ou d’infrastructure, 57,2 % à des surfaces agricoles, 33,7 % à des surfaces boisées et 0,8 % à des surfaces improductives.
Montagny est limitrophe de Belmont-Broye, Grolley-Ponthaux, Prez, Torny ainsi que Corcelles-près-Payerne et Payerne dans le canton de Vaud.

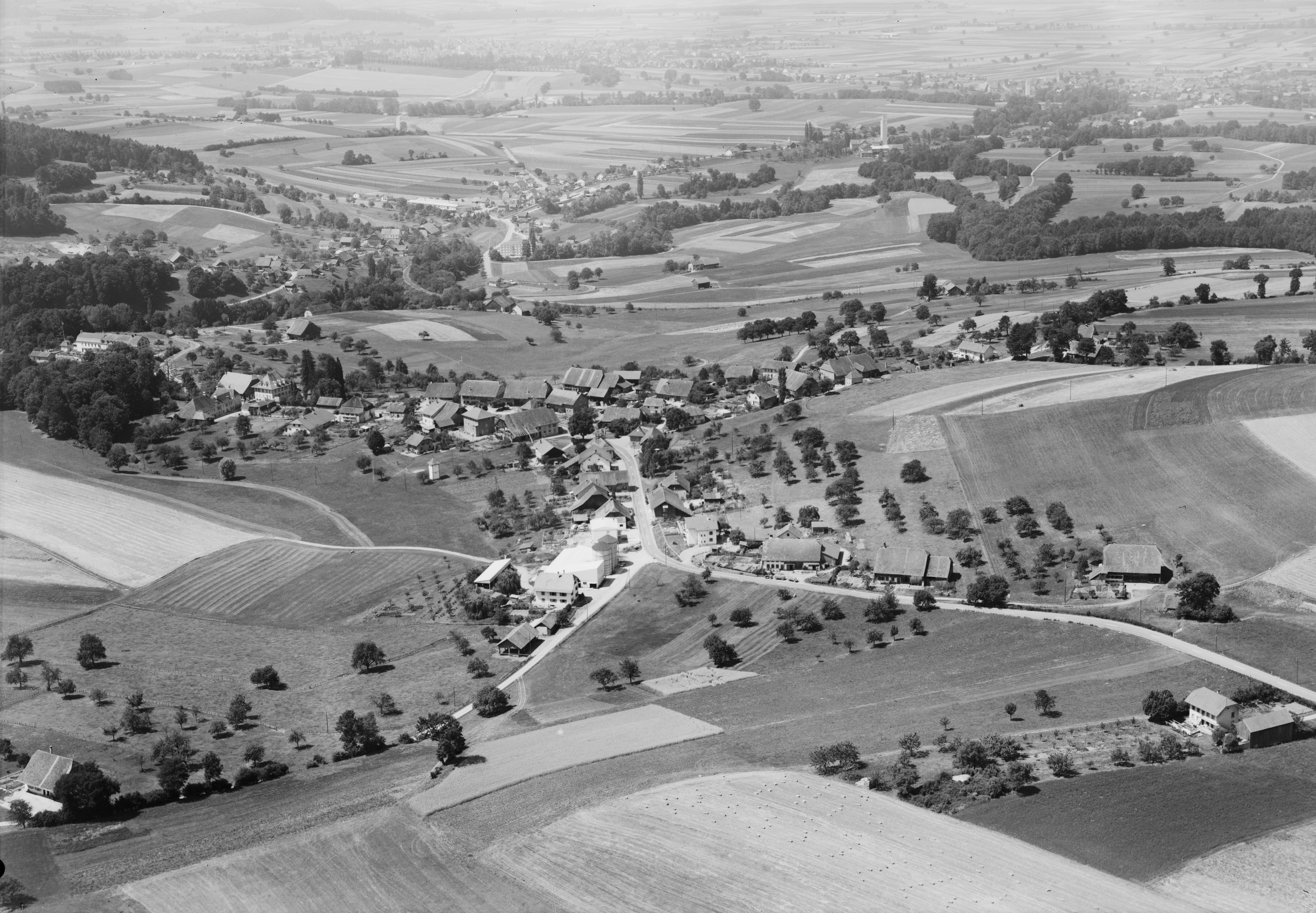
Photo aérienne prise à (1964)

Photo aérienne prise à (1964)

## Localités
Montagny comprend les localités suivantes avec leur code postal et les dates des différentes fusions :
| Localité           | NPA  | Années de fusions                    |
| ------------------ | ---- | ------------------------------------ |
| Cousset            | 1774 | faisait partie de Montagny-les-Monts |
| Grandsivaz         | 1775 | 1831 et 2004                         |
| Mannens            | 1775 | 1831 et 2004                         |
| Montagny-la-Ville  | 1776 | 2000 et 2004                         |
| Montagny-les-Monts | 1774 | 2000 et 2004                         |

La commune comprend également les hameaux de Villarey et Les Arbognes ainsi que de l'enclave de Tours qui faisaient partie de l'ancienne commune de Montagny-les-Monts.

## Démographie
Selon l’Office fédéral de la statistique, Montagny compte 3 017 habitants en 2023. Sa densité de population atteint 172 hab./km2.
Le graphique suivant résume l’évolution de la population de Montagny entre 1850 et 2008 :